# Dulovics Dezső
Dulovics Dezső (Rimaszombat, 1935. március 6. – 2016. március 24.) címzetes egyetemi tanár.

## Családja
Anyja Urbánik Etel Mária, apja Dulovics Jenő, testvérei Jenő (1933. július 26.) és Etelka (1940. január 16).
1959-ben házasságot kötött Tomory Violával, gyermekeik Viola (1960), Ivan és Monika (1961).
Válását követően 1971-ben házasságot kötött Dombi Máriával (Dr. Dulovics Dezsőné Dr. Dombi Mária professor emerita), közös gyermekük Dezső (1971).

## Pályafutása
Az elemi iskola első három osztályát magyarul, a nyolcadik osztályig pedig szlovákul végezte Rimaszombatban. A Rimaszombati Gimnáziumban kitüntetéssel érettségizett 1954-ben, Szlovák Műszaki Egyetem Építőmérnöki Karán Pozsonyban, kitüntetéssel végzett 1959-ben.
1960-ban tanársegéd a Szlovák Műszaki Főiskola Egészségügyi Mérnöki Tanszékén, majd adjunktus 1970-ig. Innen vezetett Hollandiába és Németországba nyári gyakorlatokat hallgatóknak 1967–68-ban. 1970-ben tudományos főmunkatárs a VODOROZVOJ vízügyi kutatóintézetben, a műanyagtöltetű biológiai csepegtetőtestes kutatást vezette.
Válását követően 1971-ben házasságot kötött Dombi Máriával és áttelepült Magyarországra, Budapestre, ahol megszületett Dezső nevű gyermekük. Adjunktusként helyezkedett el a Budapesti Műszaki Egyetem Építőmérnöki Karán a Vízgazdálkodási Tanszék Vízellátás és Csatornázás Osztályán. Feleségével együtt művelték a szakterületüket, oktattak, terveztek, szakértéseket készítettek, kutattak, publikáltak, tanulmányutakra mentek. Pozsonyban élő gyermekeivel való kapcsolatának fenntartása érdekében számos szlovák város vízellátási és csatornázási, szennyvíztisztítási rekonstrukciós terveit készítették el. Nagy teherbírással végezte munkáját.
1979-ben megvédte egyetemi doktori disszertációját summa cum laude minősítéssel. A Magyar Hidrológiai Társaságban szakosztályt vezet. 1994-ben komolyan megbetegedett, három hónapot töltött kórházban, de nagy fegyelemmel folytatva életét, visszanyerte korábbi teherviselő képességét. A Magyar Mérnöki Kamara alapító tagjaként a Vízimérnöki Tagozat elnökségének tagja haláláig. 1995-ben summa cum laude minősítéssel megszerezte PhD fokozatát, 1997-ben kinevezték a Budapesti Műszaki és Gazdaságtudományi Egyetemen docensnek. 1998-ban megalapította kollégáival a Magyar Szennyvíztechnikai Szövetséget, és ennek ügyvezetőjeként a Főtitkári funkciót látta el, szerkesztette a szövetség periodikáját, a Hírcsatornát. Ez a feladat határozza meg az életét 17 éven keresztül. 2004–2006 között a Szent István Egyetem Ybl Miklós Építéstudományi Karán szintén egyetemi docensként oktatott, munkáját az Egyetem Szenátusa a címzetes egyetemi tanári cím odaítélésével ismerte el. 2006-ban elvesztette Dezső nevű gyermekét. Élete utolsó napjáig fáradhatatlanul oktatott szakmérnököket a BME Vízi Közmű és Környezetmérnöki Tanszékén, az Óbudai Egyetemen.

## Díjai
- Reitter Ferenc-díj (2007)